# Dodge Viper (SR II)
Cet article concerne la deuxième génération de la Dodge Viper. Pour des informations générales sur la voiture de sport, voir Dodge Viper.
La Dodge Viper (SR II) est la deuxième génération de la voiture de sport Dodge Viper, fabriquée par le constructeur automobile américain Dodge. La voiture avait de nombreuses pièces reportées de la génération précédente.

## Historique de la production et des spécifications
L'année modèle 1996 a marqué le début de la production de la deuxième génération de la Viper, appelée SRII. La voiture est essentiellement une version mise à jour de la première génération de la Viper, car la plupart de ses pièces ont été transmises à cette génération.
La RT/10 a subi des changements mineurs, le plus grand changement étant la position de l'échappement. Les tuyaux d'échappement de la voiture ont été déplacés vers l'arrière pour relâcher la contre-pression, ce qui a donc augmenté la puissance à 421 ch (309 kW) et le couple à 662 N m. Un toit rigide amovible était maintenant disponible avec une fenêtre coulissante en verre. Quelques composants de suspension en acier ont été remplacés par de l'aluminium, ce qui a entraîné une réduction de poids de 27 kg.
Un nouveau modèle de la Viper a été introduit fin 1996. Connue sous le nom de GTS, la voiture était essentiellement un coupé et une version plus puissante de la RT/10. Le toit de la voiture a été façonné de telle manière que les conducteurs étaient capables de mettre leur casque pendant les jours de course. Ce toit a été surnommé la double bulle et a été utilisé sur toutes les générations suivantes de la Viper après la SR II. Plus de 90 % de la GTS contenait de nouvelles pièces par rapport à la RT/10 malgré un look similaire, et le moteur V10 de 8,0 litres a reçu une augmentation de puissance, le moteur produisant désormais une puissance maximale de 456 ch (336 kW). La GTS a également été la première Viper à recevoir des airbags.
Dans les années modèles 1997 et 1998, la Viper a continué de recevoir des mises à jour mineures. La GTS a obtenu des airbags de deuxième génération, des collecteurs d'échappement révisés et un arbre à cames révisé pour 1997 et la RT/10 a gagné une augmentation de puissance allant jusqu'à 456 ch (336 kW) pour 1998.
Des pistons hyper-eutectiques plus légers et des améliorations du cadre d'usine ont été réalisés pour la Viper en 2000.

## Éditions spéciales

### ACR
La Viper ACR a été introduite en 1999, en tant que finition de performances optionnelle. La finition comprenait une entrée d'air révisée, le retrait de la climatisation et de la radio et une suspension réglable. La voiture comprenait également des roues de 18 pouces BBS uniques ainsi que des mises à jour intérieures et des vitres électriques.
Un record du tour a été établi au Willow Springs International Motorsports Park lorsqu'une Viper ACR a établi un temps au tour de 1 min 34 s 90, établissant le meilleur temps au tour pour une voiture construite dans les années 1990.

### GTS-R
Afin de répondre aux exigences d'homologation, Dodge a construit la GTS-R, une édition spéciale prenant le nom de son homologue de course. La voiture a également été construite pour commémorer la victoire de 1997 du constructeur en catégorie FIA GT Championship. Le moteur V10 de la GTS-R était conçu pour une puissance de 466 ch (343 kW) et 678 N m. La carrosserie a été faite de manière similaire à celle de la Chrysler Viper GTS-R, y compris les couleurs, la finition aérodynamique et le design visuel afin de faire connaître sa réussite de la Viper dans le monde du sport automobile.

## Sport automobile
En 1996, Dodge a construit une voiture de course avec l'équipe de course anglaise Reynard Motorsport et l'équipe de course française Oreca pour la catégorie GT au Mans, appelée Viper GTS-R. Le résultat a abouti à une voiture de course qui a couru 12 ans dans le sport automobile avec 163 victoires sur 262 courses terminées.
La voiture a été dévoilée la même année au championnat IMSA GT, avec l'équipe de course Canaska Southwind. En compétition dans la catégorie GTS-1 (la plus haute des catégories de l'époque), sa première course a eu lieu aux 24 Heures de Daytona, avec une arrivée à la 29e position. Elle s'en tirera beaucoup mieux dans les courses suivantes, terminant en 12e position aux 12 Heures de Sebring. L'équipe passera cependant à la catégorie GTS-2, après avoir réalisé aucune autre amélioration.
Oreca et Canaska Southwind sont entrés dans les 24 Heures du Mans, trois des quatre voitures engagées terminant la course, la voiture de l'équipe Canaska Southwind réalisant la 10e place. Les deux équipes sont revenues dans leurs catégories respectives, Oreca terminant l'année avec une huitième place à Brands Hatch, neuvième à Spa et sixième à Nogaro en BPR Global GT Series, et Canaska Southwind terminant sa saison deuxième de sa catégorie à Mosport et sixième au général.
Pour 1999 et 2000, Oreca s'est considérablement développée, participant aux courses des championnats ALMS et FIA GT respectivement, leur rapportant neuf victoires, dont l'une remportée par une équipe de course dirigée par Paul Belmondo. Oreca a remporté le championnat. Pendant ce temps, au Championnat FIA GT, une équipe nommée Chamberlain s'était améliorée pour terminer deuxième au classement général.
Oreca allait plus tard remporter sa deuxième victoire consécutive aux 24 Heures du Mans, les six premières places de chaque catégorie étant occupées par diverses GTS-R pilotées par Oreca et d'autres équipes. Oreca a quitté la catégorie en 1999, en faveur de l'ALMS, laissant les corsaires y courir. Les équipes de course Viper restantes étaient toujours compétitives avec quatre victoires, mais elles ont perdu face aux équipes de course Lister et à leurs voitures de course Lister Storm, remportant cinq courses.
La GTS-R a fait sa première apparition dans le FFSA GT et a vu sa première victoire au général pour Zakspeed aux 24 Heures du Nürburgring. Les trois autres équipes, DDO, ART et MMI, ont remporté un total de huit victoires.
En 2003, les jours gagnants de la GTS-R ont disparu, alors que la domination des voitures de course Ferrari 550 GTS construites par Prodrive augmentait. En 2004, la Viper GTS-R a commencé à se retirer, et la voiture a fini par disparaître complètement de la concurrence en 2007 et 2008.
Une Dodge Viper GTS-ACR modifiée conduite par Greg Crick sous l'équipe Crickcars.com est entrée dans le championnat australien GT 2006 et a remporté la série, avec 713 points au total.

## Galerie

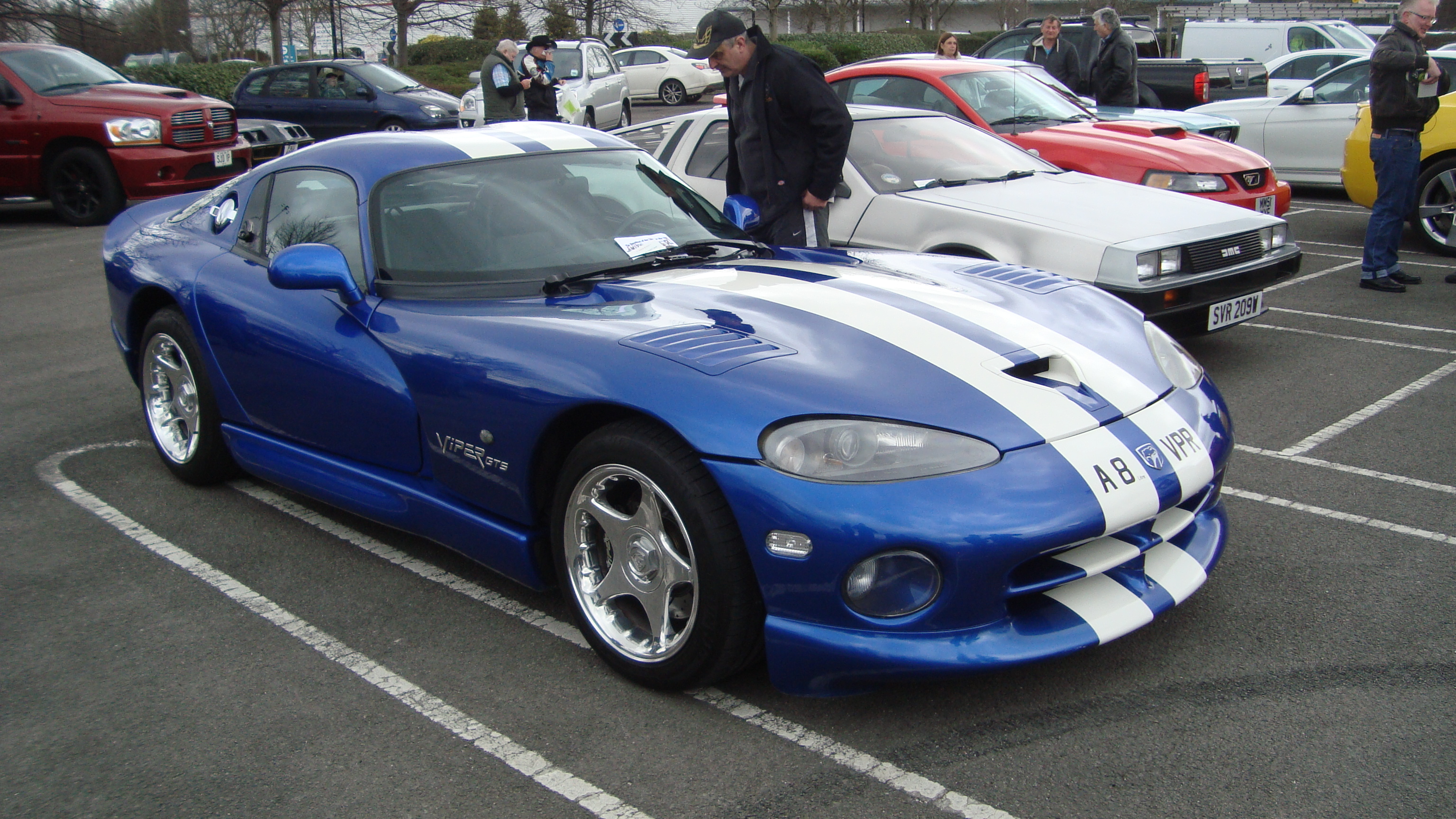
Vue avant (GTS)
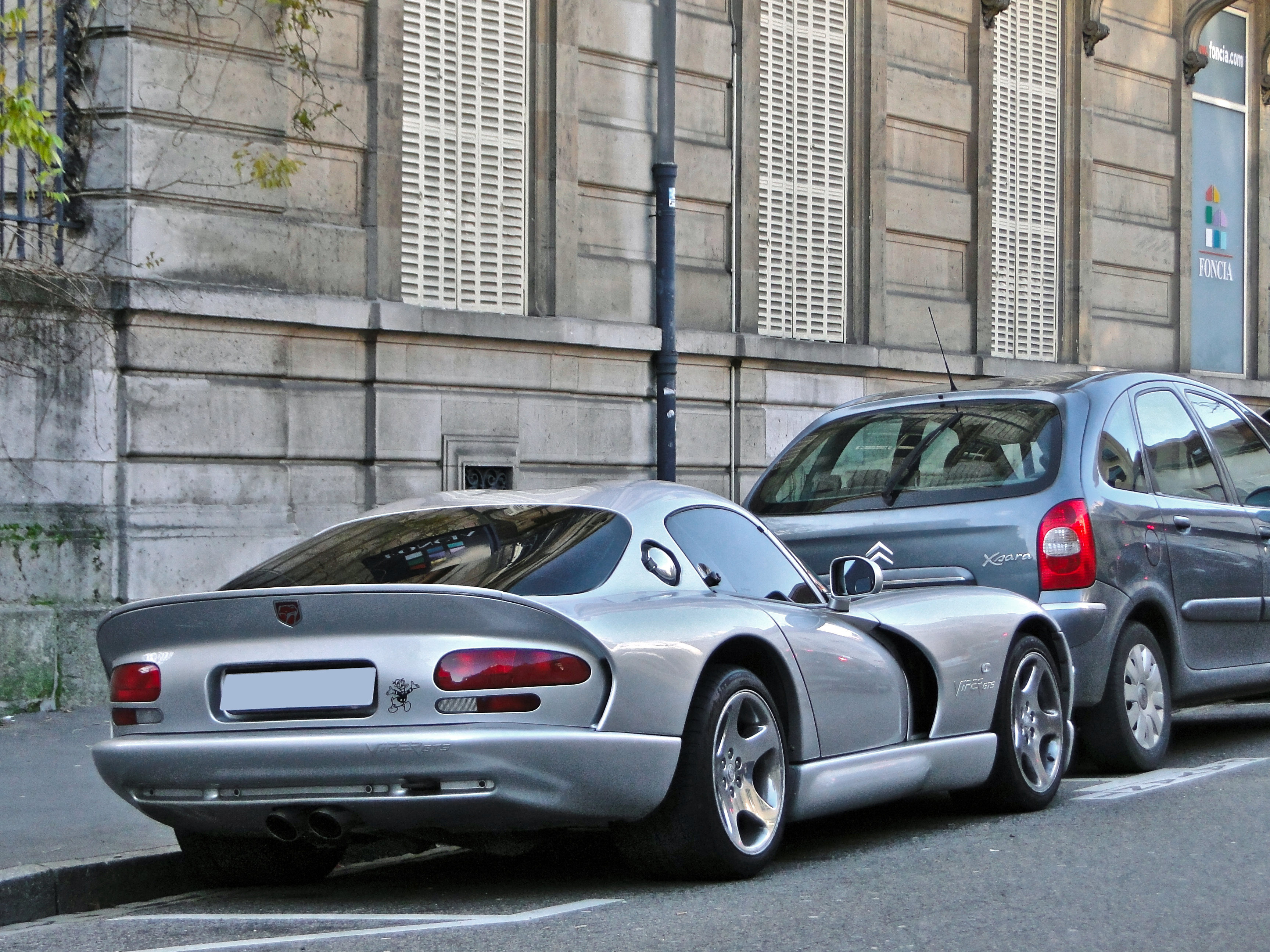
Vue arrière (GTS)
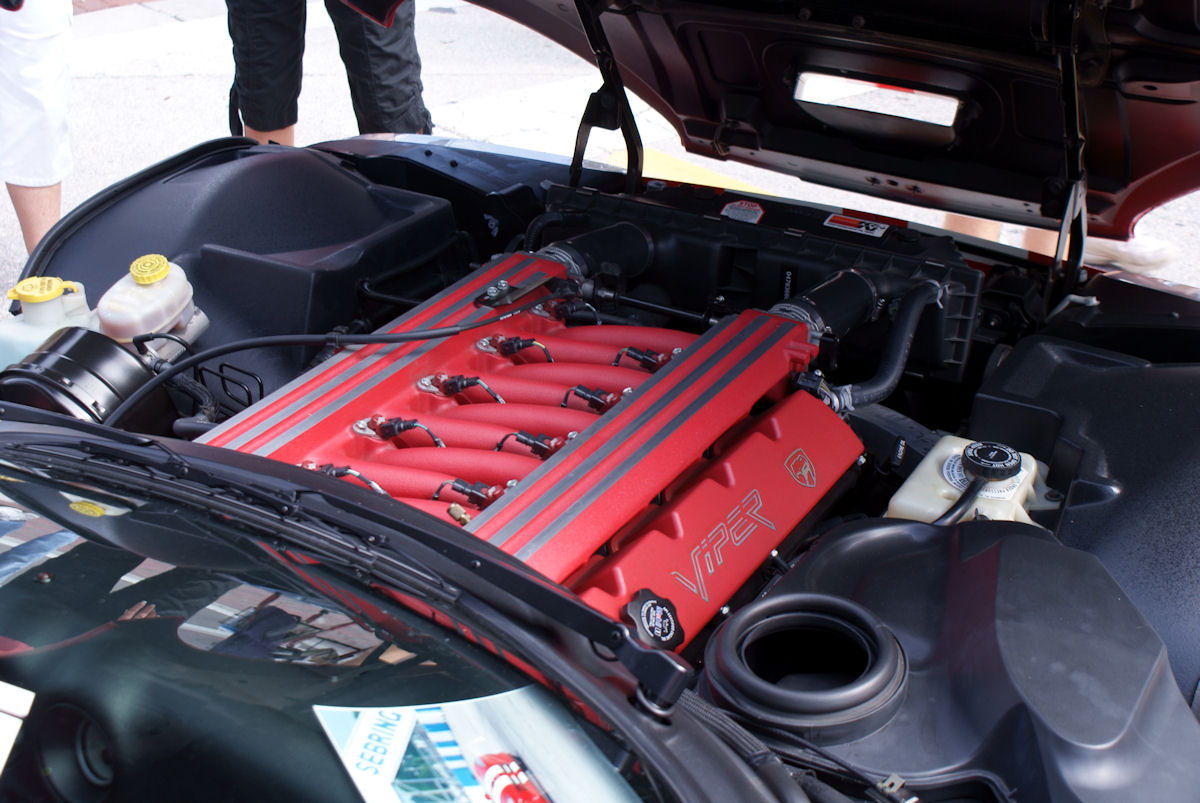
Moteur V10 de 8,0 litres
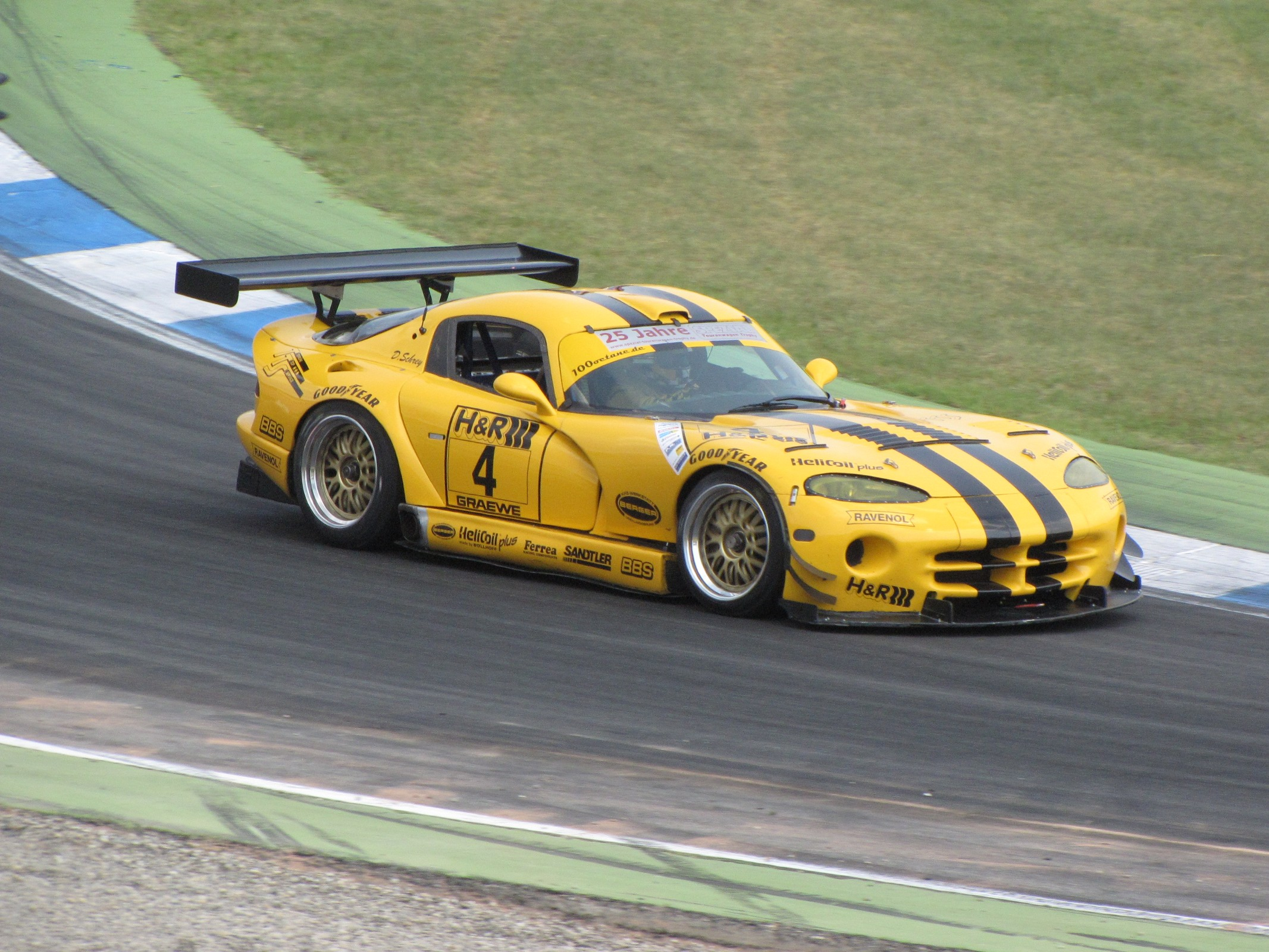
Chrysler Viper GTS-R